# Вениамин (Фролов)
Епископ Вениамин (в миру Вениамин Фёдорович Фролов; (18 [30] января 1862, Шадринский уезд, Пермская губерния — 7 октября 1936, Уфа) — епископ Русской православной церкви, епископ Байкинский, викарий Уфимской епархии.

## Биография
Вениамин Фролов родился в крестьянской семье 18 (30) января 1862 или 1864 года в селе Ичкинском Шадринского уезда Пермской губернии. Это может быть или село Ичкино Водениковской волости или село Ичкино (в 1964 году переименованное в Юлдус) Кызылбайской волости; ныне сёла входят в Шадринский муниципальный округ Курганской области. В протоколе допроса епископа Вениамина от 12 декабря 1929 года и в обвинительном заключении, составленном в феврале 1930 года, указан его возраст — 66 лет; причем в последнем документе над строкой с указанием возраста Владыки от руки надписано: «1864 г.». В метрических книгах Сергиевской церкви с. Ичкинского Водениковской волости за 1861—1863 гг. записи о рождении мальчика у крестьянина по имени Федор Фролов (или Флоров) не обнаружено (ответы на запросы Государственного архива Свердловской области и Государственного архива в г. Шадринске). Метрическую книгу церкви с. Ичкинского за 1864 год пока найти не удалось. Ближайшей церковью к с. Ичкино Кызылбайской волости была Параскевиевская церковь села Кондинского.
Окончил сельскую школу. В 1878 году осиротел и был вынужден оставить родные места.
Жил в городе Перми. В 1880 году принят послушником архиерейского дома, в 1882 году назначен псаломщиком Крестовой церкви при архиерейском доме и посвящен в иподиакона. В 1886 года по благословению епископа Екатеринбургского и Ирбитского Нафанаила (Леандрова) поступил певчим в архиерейский хор.
В мае 1890 или в 1892 году был пострижен в монашество, возведён в сан иеродиакона, а 15 (27) августа 1897 года — иеромонаха. С 16 (28) августа 1897 года — казначей архиерейского дома. Со 2 (15) июня 1900 года — эконом архиерейского дома.
С 21 ноября (4 декабря) 1904 года — настоятель Богородице-Одигитриевского чувашского мужского монастыря, располагавшегося около села Бугабашево, в сане игумена. Игумен Вениамин бессменно управлял обителью в течение 13 лет. Занимался просветительской деятельностью среди чувашей, при нём в обители был построен каменный храм.
За заслуги по духовному ведомству — успешные труды по устроению монастыря и просветительную деятельность, в 1907 г. ко дню рождения Его Императорского Величества отец-настоятель был награжден наперсным крестом, от Святейшего Синода выдаваемым.
В июле 1910 году он участвовал в торжественной встрече великой княгини Елизаветы Федоровны, прибывшей в северные пределы Уфимской губернии на поклонение чудотворному образу святителя Николы Березовского и ко времени освящения в строящемся храме Камско-Березовского миссионерского монастыря придела преподобного Сергия Радонежского, в память о покойном великом князе Сергее Александровиче.
С 15 (28) декабря 1914 — благочинный монастырей 2-го округа Пермской епархии.
В том же году за заслуги он был удостоен от Святейшего Синода награждения саном архимандрита и 30 августа 1915 года возведён в сан епископом Уфимским Андреем (Ухтомским), при служении последнего в Богородице-Одигитриевской обители.
10 (23) апреля 1917 года Указом Св. Синода за N 2970 согласно прошению уволен от управления монастырём, остался в нём жить на покое. После разграбления монастыря 9—11 ноября 1917 года жил в деревне Папановка, а с ноября 1918 года в бывшем Успенском Свято-Георгиевском женском монастыре («Святые кустики») в селе Уса-Степановка Бирского уезда, преобразованном в монашескую сельхозартель-коммуну «Октябрь».
17 февраля (2 марта) 1923 года тайно хиротонисан епископами Трофимом (Якобчуком) и Иринеем (Шульминым) во епископа Байкинского (по имени села Байки), викария Уфимской епархии. Активно выступал против обновленческого движения, посвящал в священники крестьян, писал воззвания к верующим.
В 1924 году был арестован и препровожден в Уфу, содержался в Башкирском центральном Исправдоме (Уфимская тюрьма). В том же году был освобожден по старости.
Негативно отнёсся к новым тайным хиротониям епископов для Уфимской епархии, которые были проведены владыкой Андреем (Ухтомским) в 1926 году в ссылке в городе Теджен.
В 1926 ушёл на покой, жил в Свято-Георгиевском монастыре «Святые кустики» (преобразованном в монашескую сельхозартель). В сентябре 1928 года монашеская сельхозартель в с. Байки была расформирована, её насельники были выселены с территории монастыря. С 1928 года приглашению верующих старый и почти слепой архиерей жил в селе Байки, периодически служил в местной Михаило-Архангельской церкви.
14 ноября 1929 года был арестован по обвинению в том, что после переезда в Байки «усердно занялся восстановлением религиозных чувств среди крестьянства», что привело к «срыву коллективизации», содержался в Бирском кантонном исправдоме. Виновным себя не признал. 26 февраля 1930 году тройка при полномочном представительстве ОГПУ в БАССР приговорила его по ст. 58-10 УК РСФСР к пяти годам лагерей с заменой на тот же срок высылки в Северный край. В 1931 году проживал в городе Онеге.
7 апреля 1934 года был досрочно освобождён из ссылки по инвалидности.
Жил на попечении Церкви на покое уже совсем больным и старым человеком в доме 35 по ул. М. Горького города Уфы Башкирской АССР, ныне город — административный центр Республики Башкортостан.
Епископ Вениамин скончался 7 октября 1936 года, был погребен на Сергиевском кладбище Кировского района города Уфы.
Сообщение митрополита Мануила (Лемешевского) о том, что епископ Вениамин был жив ещё в 1956 года и проживал в это время в Якутии, видимо, является апокрифическим.
31 июля 1989 года реабилитирован по приговору 1930 года.

## Награды
- Набедренник, 1898 год
- Благословенная грамота Св. Синода, 1900 год
- Наперсный крест, от Святейшего Синода выдаваемый, 1905 или 1907 год, за успешные труды по устроению обители и духовно-просветительную деятельность